# Сан-Педру-ду-Бутия
Сан-Педру-ду-Бутия (порт. São Pedro do Butiá)  —  муниципалитет в Бразилии, входит в штат Риу-Гранди-ду-Сул. Составная часть мезорегиона Северо-запад штата Риу-Гранди-ду-Сул. Входит в экономико-статистический  микрорегион Серру-Ларгу. Население составляет 2869 человек на 2006 год. Занимает площадь 107,630 км². Плотность населения — 26,7 чел./км².

## История
Город основан 20 марта 1992 года. 

## Статистика
- Валовой внутренний продукт на 2003 составляет 42.702.528,00 реалов (данные: Бразильский институт географии и статистики).
- Валовой внутренний продукт на душу населения на 2003 составляет 14.899,70 реалов (данные: Бразильский институт географии и статистики).
- Индекс развития человеческого потенциала на 2000 составляет 0,808 (данные: Программа развития ООН).

## География
Климат местности: субтропический гумидный.